# رولاند شافتينار
رولاند شافتينار (بالهولندية: Roeland Schaftenaar) مواليد 29 يوليو 1988، هو لاعب كرة سلة هولندي يلعب في الدوري اليوناني لكرة السلة ويحمل الرقم 7. يبلغ طوله 6 قدم 11 بوصة (2.1 م). مثّل منتخب هولندا لكرة السلة.

## روابط خارجية
- رولاند شافتينار على موقع الاتحاد الدولي لكرة السلة (الإنجليزية)
- رولاند شافتينار على موقع كرة السلة الأوروبية.كوم (الإنجليزية)
- رولاند شافتينار على موقع DraftExpress.com (الإنجليزية)
- رولاند شافتينار على موقع كلية كرة السلة في سبورتس رفرنس.كوم (الإنجليزية)
- رولاند شافتينار على موقع ريلجم (الإنجليزية)
- رولاند شافتينار على موقع بروبوليرز (الإنجليزية)
- رولاند شافتينار على موقع سبورتس رفرنس (الإنجليزية)